# Лагутенко, Виталий Павлович
Вита́лий Па́влович Лагуте́нко (18 марта 1904, Могилёв — 26 декабря 1968, Москва) — советский инженер-строитель, автор проекта первых «хрущёвок» (серия К-7) (иногда неофициально называемых «лагутенковки») — первых многоквартирных домов, построенных по индустриальной технологии. Написал две книги по панельному домостроению.

## Биография
Родился 18 марта 1904 года в Могилёве. В 1921 году, в возрасте 17 лет, переехал в Москву вместе со своим младшим братом Лагутэнком Константином, и поступил на работу старшим техником на строительстве Казанского вокзала, где трудился под руководством А. В. Щусева (автор проекта «Мавзолея Ленина»).
В 1931 году окончил строительный факультет Московского института инженеров транспорта, после чего был назначен групповым, а позже главным инженером мастерской А. В. Щусева при Моссовете.
В годы Великой Отечественной войны занимался проектированием бомбоубежищ, маскировкой специальных объектов в Москве и восстановлением разрушенных бомбёжками зданий.
После войны Лагутенко возглавил первую мастерскую Моспроекта. В это время руководством страны перед строителями была поставлена задача создать максимально дешёвый проект жилого дома с возможностью посемейного заселения (то есть с отдельными, а не коммунальными, квартирами). Первым этапом выполнения этой задачи было внедрение идеи индустриального панельного домостроения с несущим каркасом. Одни из первых домов по такой технологии были построены в середине 1950-х годов по совместному проекту Виталия Лагутенко и М. В. Посохина на улице Куусинена в Москве.

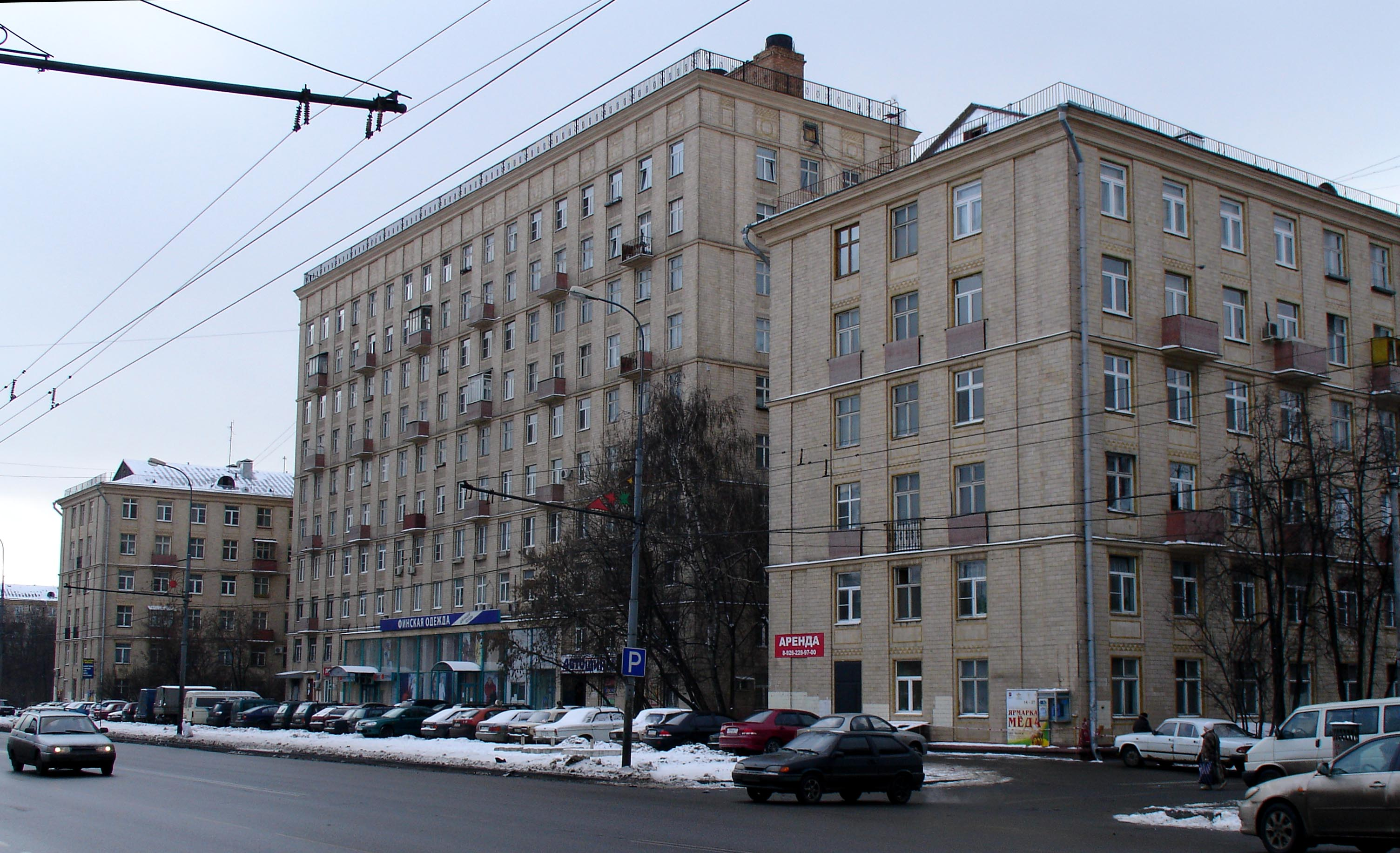
Здания 1954 года

В 1949 году Лагутенко был назначен главным инженером НИИ Моспроекта.
В 1956 году назначен руководителем Архитектурно-планировочного управления города Москвы. Именно в этой должности он довёл до логического завершения своё главное детище — проект дешёвого массового дома с отдельными квартирами для каждой семьи. Таковым стал дом серии К-7. Первый опытный дом данной серии был построен в Москве на улице Гримау. Серия была признана удачной, и «хрущевки» в различных модификациях стали строиться повсеместно.
Специально для их строительства 31 мая 1961 года был организован Первый домостроительный комбинат (ДСК-1).
В том же 1961 году В. П. Лагутенко становится руководителем специально созданного конструкторского бюро крупнопанельного и каркасно-панельного домостроения из тонкостенных железобетонных элементов при МНИИТЭПе, где продолжал работу по совершенствованию серии К-7.
Член Союза архитекторов СССР с 1944 года. Член правления Союза архитекторов, член секции индустриального строительства Московского отделения Союза архитекторов.
Занимался преподавательской деятельностью. Преподавал в Московском институте инженеров водного хозяйства и других институтах. Доцент с 1959 года.

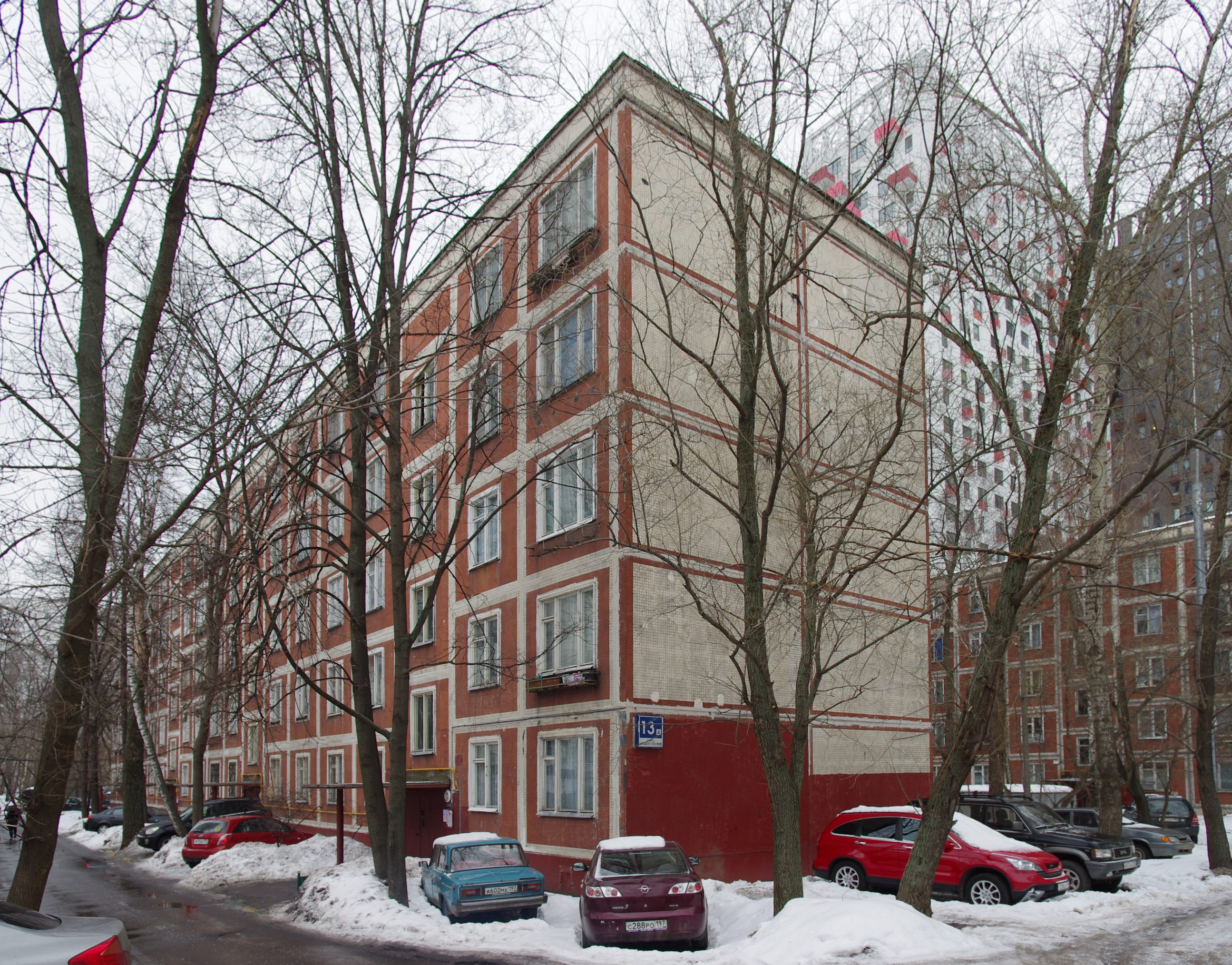
Дом серии К-7 в Хорошёво-Мнёвниках

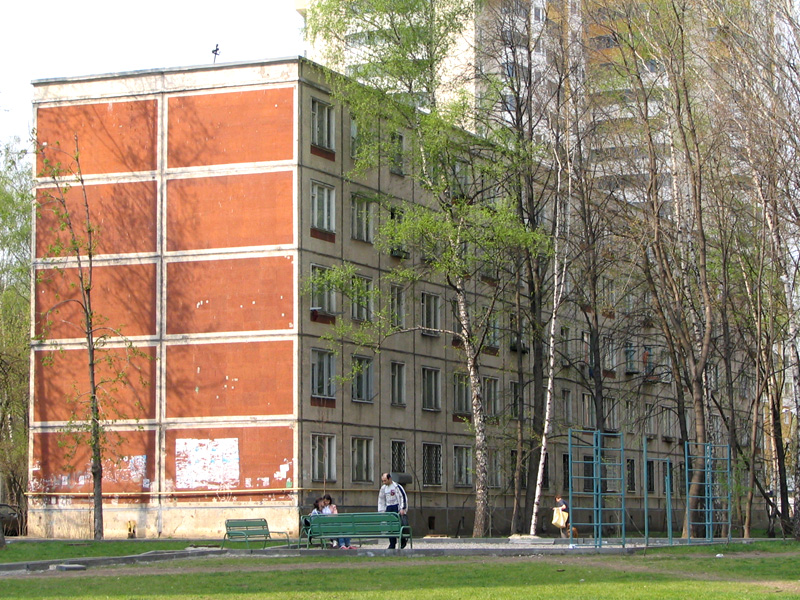
Дом серии К-7 (модификация К-7-3-4) в Кузьминках

Умер 26 декабря 1968 года. Похоронен на Ваганьковском кладбище (25 уч.).

### Семья
Предки и родственники
- Отец — Павел Иванович Лагутенко, счетовод.
- Мать — Евдокия Олимпиевна Лагутенко (Косенкова), была дочерью художника-любителя Олимпия Косенкова, который работал акварелью с натуры.
- Брат — Константин Лагутэнок (наст. фамилия Лагутенко; 1905—1978) — советский художник, член Союза художников СССР.
- Жена — неизвестна.

Дети и внуки
- Сын — Игорь Витальевич Лагутенко (1932-1969), архитектор,умер  после неудачной операции по удалению аппендикса. Похоронен  на Ваганьковском кладбище , участок 25, рядом с родителями
- Сын — Андрей Витальевич Лагутенко (1935—1997) — врач-психиатр
- Сын — Лагутенко Сергей Витальевич
- Внук — Илья Лагутенко (р. 1968), советский и российский рок-музыкант, поэт, певец, лидер группы «Мумий Тролль».
- Внучка — Куприянова (Лагутенко) Мария Андреевна
- Правнук — Игорь Лагутенко (род. 17 мая 1988) — игрок в регби, тренер, музыкальный тур-менеджер, продюсер.
- Правнучка — Валентина-Вероника Лагутенко или просто Виви (род. октябрь 2008)
- Правнучка — Летиция Лагутенко (род. июнь 2010)
- Правнук — Куприянов Артем Андреевич

## Награды и звания
- Герой Социалистического Труда (28 января 1960).
- орден Ленина (1960)
- орден Отечественной войны II степени.
- орден Трудового Красного Знамени (1957)
- Сталинская премия третьей степени (1951) — за разработку и осуществление индустриальных методов строительства многоэтажных жилых домов в Москве
- член-корреспондент АСА СССР (1957).